# Плезент Плејнс (Њу Џерзи)
Плезент Плејнс (енгл. Pleasant Plains) насељено је место без административног статуса у америчкој савезној држави Њу Џерзи.

## Демографија
По попису из 2010. године број становника је 922.
| Група             | 2000.    | 2010.       |
| Белци             | 0 (0,0%) | 346 (37,5%) |
| Афроамериканци    | 0 (0,0%) | 201 (21,8%) |
| Азијати           | 0 (0,0%) | 310 (33,6%) |
| Хиспаноамериканци | 0 (0,0%) | 47 (5,1%)   |
| Укупно            | 0        | 922         |